# Est du Québec

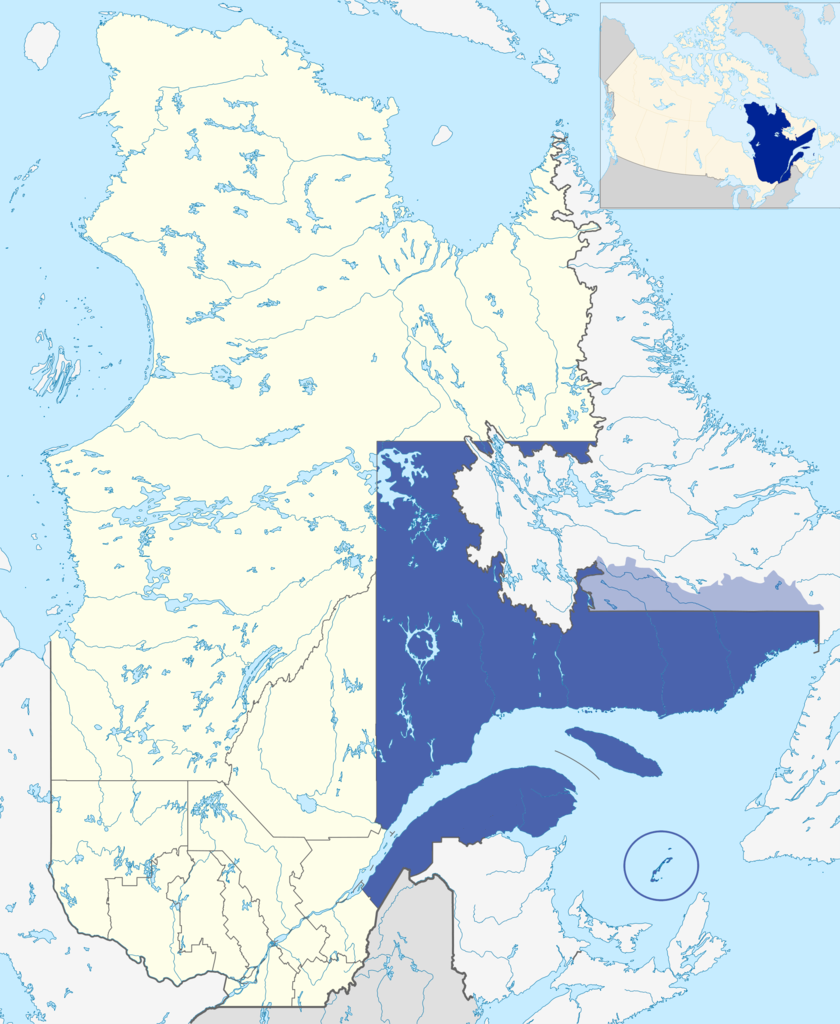
Carte du Québec maritime

L'Est du Québec ou le Québec maritime est une zone géographique recouvrant les régions possédant une façade maritime. Son territoire comprend : le Bas-Saint-Laurent, la Gaspésie, la Côte-Nord et les Îles de la Madeleine. Ces régions sont reliées entre elles par un réseau routier et des traversiers.

## Description
Cet immense territoire de mer, d'îles et de montagnes abrite des sites naturels accessibles durant toute l'année. Même lorsque l'on se trouve en ville, la nature n'est qu'à un pas. On peut profiter de l'existence de 7 parcs nationaux québécois, 2 parcs nationaux canadienset un parc national géré en partenariat. On y retrouve également de multiples attraits naturels, notamment observer 13 espèces de baleines, du béluga à la baleine bleue, et plusieurs refuges d'oiseaux migrateurs.
Les lieux patrimoniaux, musées et sites historiques sont également nombreux au Québec maritime. Ils offrent des activités d'interprétation complémentaires aux multiples possibilités d'activités de plein air.
On y a également développé l'écotourisme et le mototourisme, des approches qui diversifient la façon de voyager au Québec maritime pour profiter de la présence d'une cinquantaine d'îles, dont certaines recèlent non seulement des beautés naturelles, mais aussi des récits de vie à découvrir.

### Géographie
Le fleuve Saint-Laurent, qui constitue une des principales voies de pénétration naturelles vers l'intérieur du continent nord-américain, a orienté le développement du Québec maritime.

### Activité économique
Prenant le relais du gouvernement fédéral au cours des années 1990, le gouvernement du Québec encourage le développement économique du Québec maritime en soutenant les entreprises et organismes développant une expertise en sciences et technologies marines.
Avec pour partenaire le ministère des Transports du Québec, la Société de développement économique du Saint-Laurent (Sodes) « rassemble autour d'un forum d'échange, de concertation et d'action, des intervenants dont les activités ont un impact sur l'économie du Saint-Laurent, que ce soit en matière de transport des marchandises et des passagers, de développement régional ou d'environnement. »
Fondée à Québec en 1936, les Armateurs du Saint-Laurent (ASL) « est une association qui veille à promouvoir le transport maritime et à défendre les intérêts de ses membres, les armateurs canadiens. »

## Les régions

### Bas-Saint-Laurent

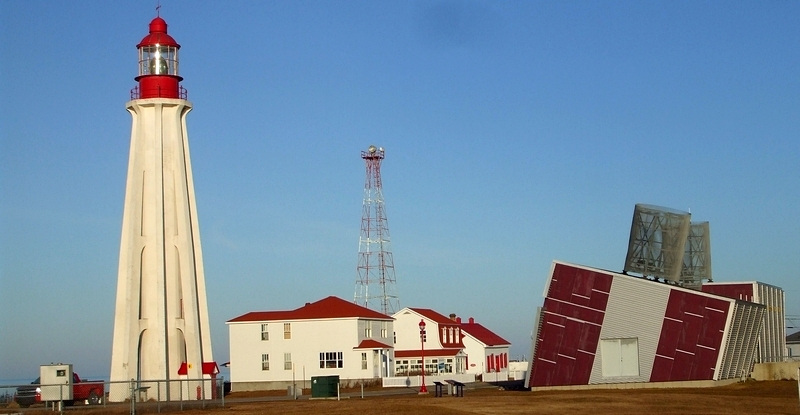
Site historique maritime de la Pointe-au-Père

La région du Bas-Saint-Laurent, est montagneuse et parcourue de lacs dans sa partie sud, alors que du côté nord, elle est bordée par le littoral du Saint-Laurent. L'économie du savoir y est très présente, puisqu'on trouve à Rimouski (un peu plus de 45 000 habitants en 2011) des institutions couvrant tous les ordres d'enseignement. L'agriculture  occupe la majeure partie du territoire et est également un secteur économique important. Au Bas-Saint-Laurent, on transforme certains produits, dont ceux de l'acériculture, ce qui enrichit l'offre touristique liée au domaine agroalimentaire.
Différents circuits amènent les visiteurs à s'approprier la nature bas-laurentienne, qui comporte deux parcs nationaux, des forêts mises en valeur et accessibles, des lacs et des rivières. On peut aussi explorer différents aspects de l'histoire du Bas-Saint-Laurent. Elle est ponctuée, notamment, par le développement de la voie maritime du Saint-Laurent. On y découvre les naufrages marquants qui ont eu lieu sur le Saint-Laurent, les particularités de la navigation sur ses eaux, par exemple l'histoire des phares, dont plusieurs sont transformés en auberges ou en gîtes touristiques. Son histoire est également riche des faits du peuplement francophone de l'Amérique du Nord – particulièrement au Kamouraska.

### Gaspésie
Bien que la pêche et l'agriculture soient des activités économiques traditionnellement importantes en Gaspésie, la région est devenue très tôt une destination touristique courue notamment grâce à ses paysages. Les villages sont nombreux et parsèment la péninsule. Matane, avec près de 22 500 habitants, est la plus importante agglomération. L'esprit d’accueil et d'hospitalité est traditionnellement présent chez les Gaspésiens. La Gaspésie est composée d’une mosaïque culturelle étonnante, d'origines amérindienne, française, acadienne, britannique, irlandaise et jerseyenne. Il est possible de découvrir l'héritage de ces influences culturelles dans différents lieux d'interprétation.

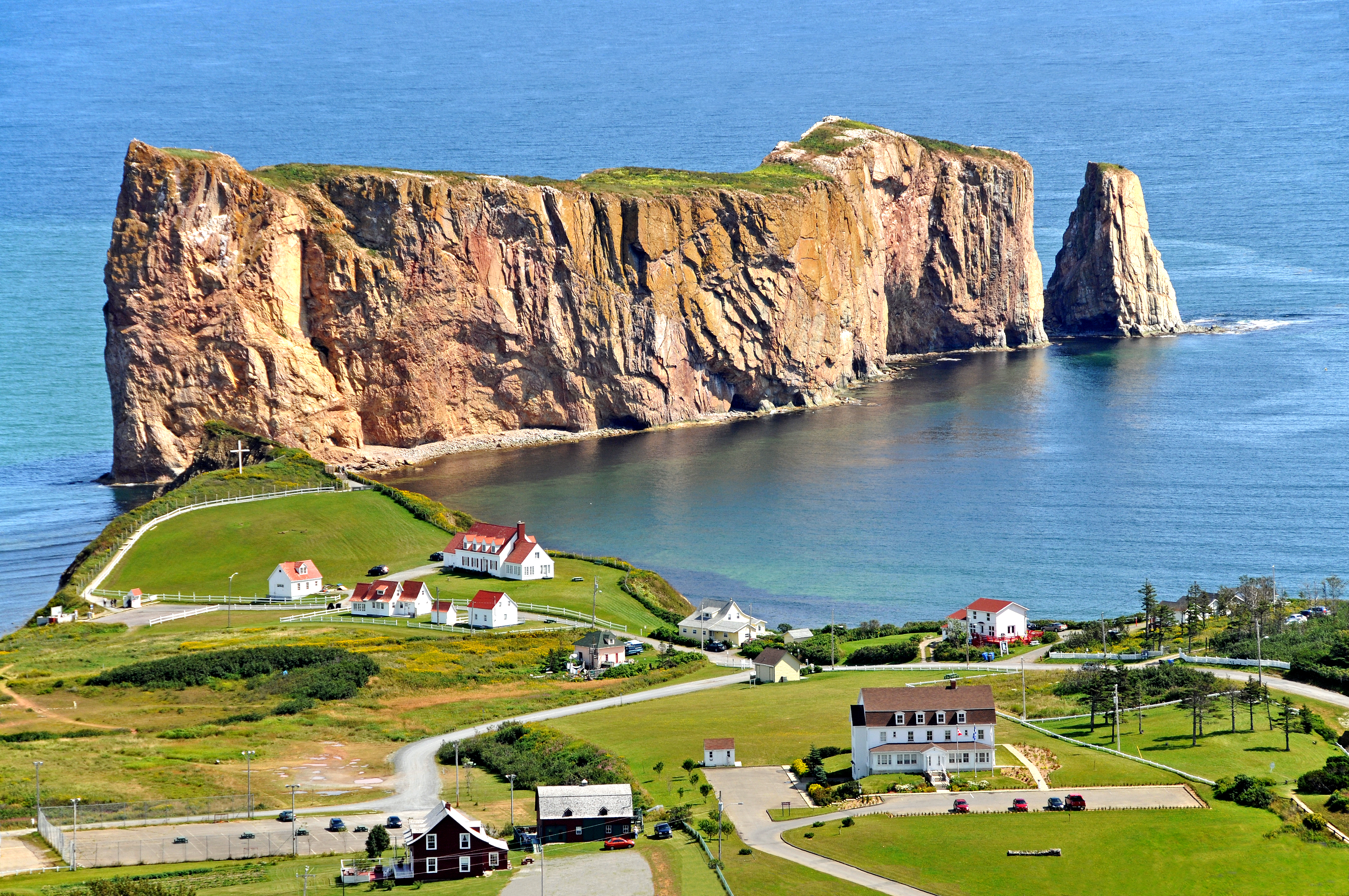
Rocher Percé à Percé

L'extrémité est de la péninsule gaspésienne est ancrée dans l'imaginaire populaire grâce à l'imposant rocher Percé et à l'île Bonaventure, devenus depuis un parc national, de même qu'à la croix plantée par Jacques Cartier en 1534 lors de sa revendication du territoire au nom de François Ier. Au sud de la Gaspésie se trouve la Baie des Chaleurs, un nom invitant qui rappelle que l'on peut s'y baigner en été en tout confort. Elle appartient par ailleurs au très sélect Club des plus belles baies du monde. Toujours sur son flanc sud, la péninsule gaspésienne est reconnue mondialement par l'UNESCO pour l'importance de son patrimoine fossile : le parc national de Miguasha propose aux visiteurs animation et vulgarisation scientifiques . 
Du côté nord de la péninsule gaspésienne, le golfe du Saint-Laurent et les escarpements de la côte dominent le regard. À Cap-Chat, le Centre d'interprétation de la recherche et du développement de l'énergie éolienne (CIRDE) met en valeur le patrimoine industriel généré par cette énergie. On y trouve par ailleurs l'Auberge de montagne des Chic-Chocs, sise à 615 m d'altitude dans la réserve faunique de Matane. Unique dans l'est du Canada, cette auberge possède une réputation internationale enviable. Les rivières à saumons de cette région sont également courues par les amateurs de pêche.

### Côte-Nord

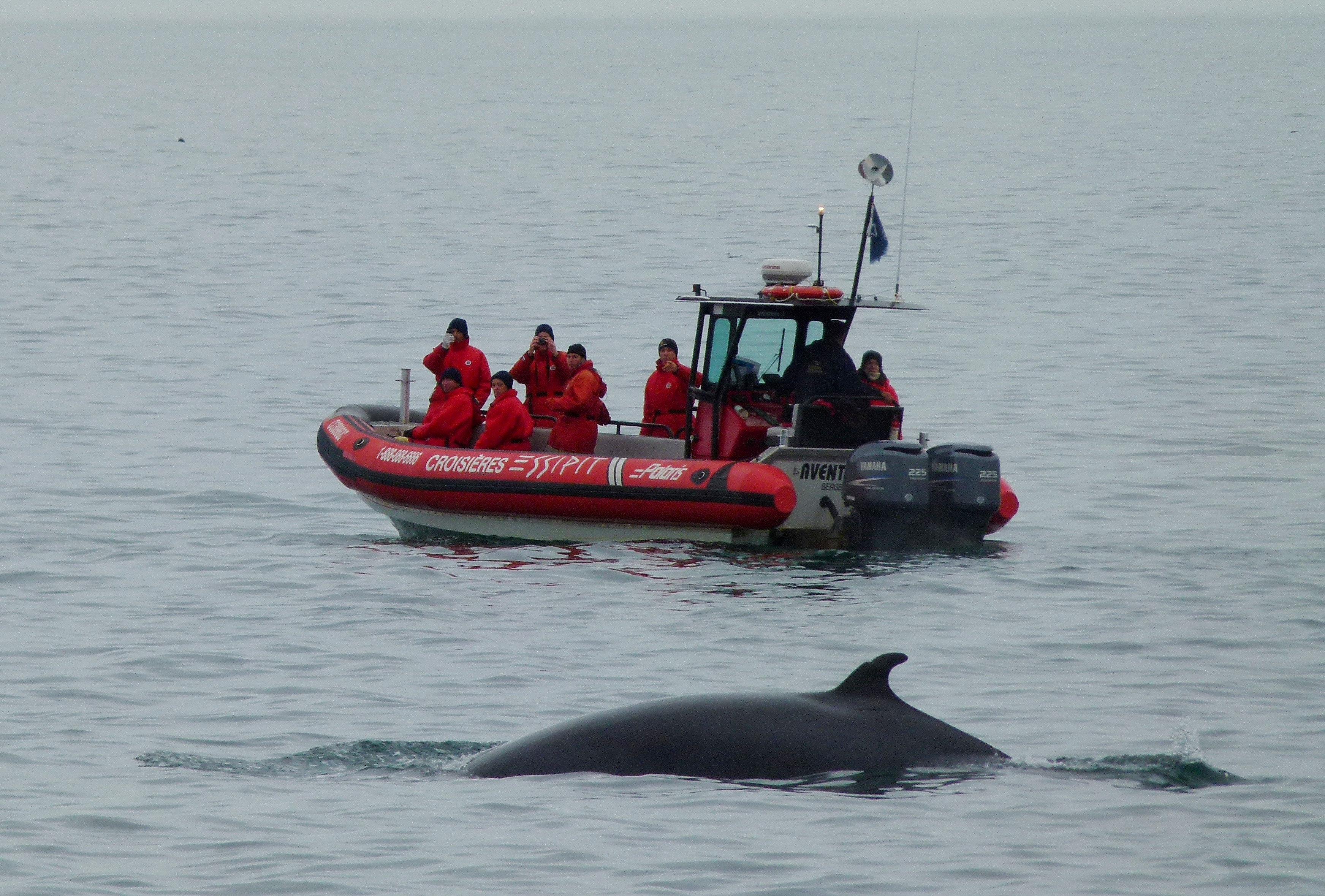
Baleine de Minke à proximité de Tadoussac

La Côte-Nord est une région démesurément vaste comprenant notamment le littoral nord du fleuve Saint-Laurent et la forêt boréale. L'industrie lourde y constitue une activité économique vitale, de même que la foresterie et la pêche. Sept-Îles est un centre démographique important sur la Côte-Nord (plus de 26 000 personnes y vivent). La Côte-Nord regroupe les régions touristiques de Manicouagan et de Duplessis.
Du côté ouest, la région de Manicouagan inclut la baie de Tadoussac, seconde baie du Québec maritime appartenant au prestigieux Club des plus belles baies du monde à l'embouchure du fjord du Saguenay. Ce secteur du fleuve Saint-Laurent est réputé pour les excursions en mer permettant l'observation de 13 espèces de baleines, de phoques et d'oiseaux marins. On pratique également ces activités à partir de la rive. 
La région touristique de Duplessis, sur le flanc est de la Côte-Nord, se distingue par son caractère sauvage. La route terrestre se termine à Natashquan : on atteindra les destinations de l'extrémité est du territoire par voie maritime, aérienne ou même en motoneige en hiver. On peut y pratiquer la randonnée en forêt ou en kayak de mer afin d'observer les richesses naturelles souvent intactes de la région de Duplessis. Les trésors fauniques et géologiques de la Basse-Côte-Nord assurent à ses visiteurs un dépaysement total.

### Îles de la Madeleine

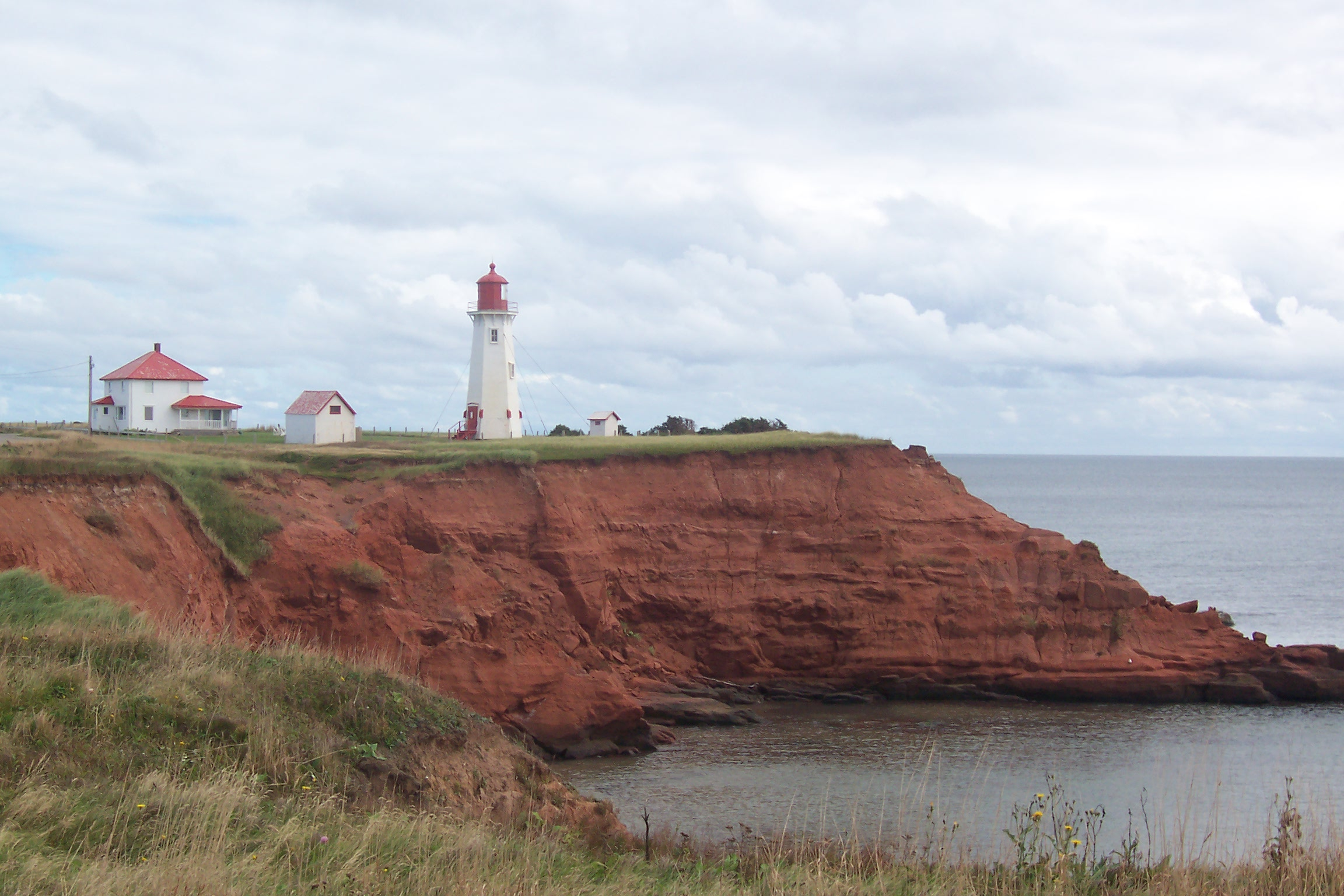
Phare de l'Anse-à-la-Cabane, sur la côte sud de l'île du Havre Aubert

Les Îles de la Madeleine sont situées au cœur du golfe du Saint-Laurent. Elles composent un archipel de sept îles formant le groupe principal, alors que quatre autres en sont détachées. Outre l'industrie touristique, les activités économiques des Îles de la Madeleine sont la pêche, la mariculture, la transformation des produits du terroir et la recherche scientifique liée aux aspects maritime et insulaire de la région. Au total, environ 13 000 personnes habitent ces îles.
Toutes les activités associées à la baignade et à la plage y sont très recherchées, car l'eau y est chaude. Les Îles de la Madeleine sont aussi un haut lieu de détente et de repos pour leurs visiteurs, car la villégiature et les saveurs régionales constituent une part importante de l'offre touristique. Comme les autres régions du Québec, les Îles de la Madeleine font partie de la Route verte (le plus grand itinéraire cyclable en Amérique du Nord), pour assurer aux cyclistes une expérience agréable. On y rencontre aussi les particularités d'une population insulaire principalement francophone côtoyant la communauté anglophone de l'île d'Entrée (5 % de la population totale), détachée de l’archipel et accessible par bateau.